# Arque
Arque é uma cidade da Bolívia, capital da província de Arque, no departamento de Cochabamba. Está situada a 3.272 metros de altitude. 
- latitude: 17° 48' 00" Sul
- longitude: 66° 23' 00" Oeste

## Ligações externas

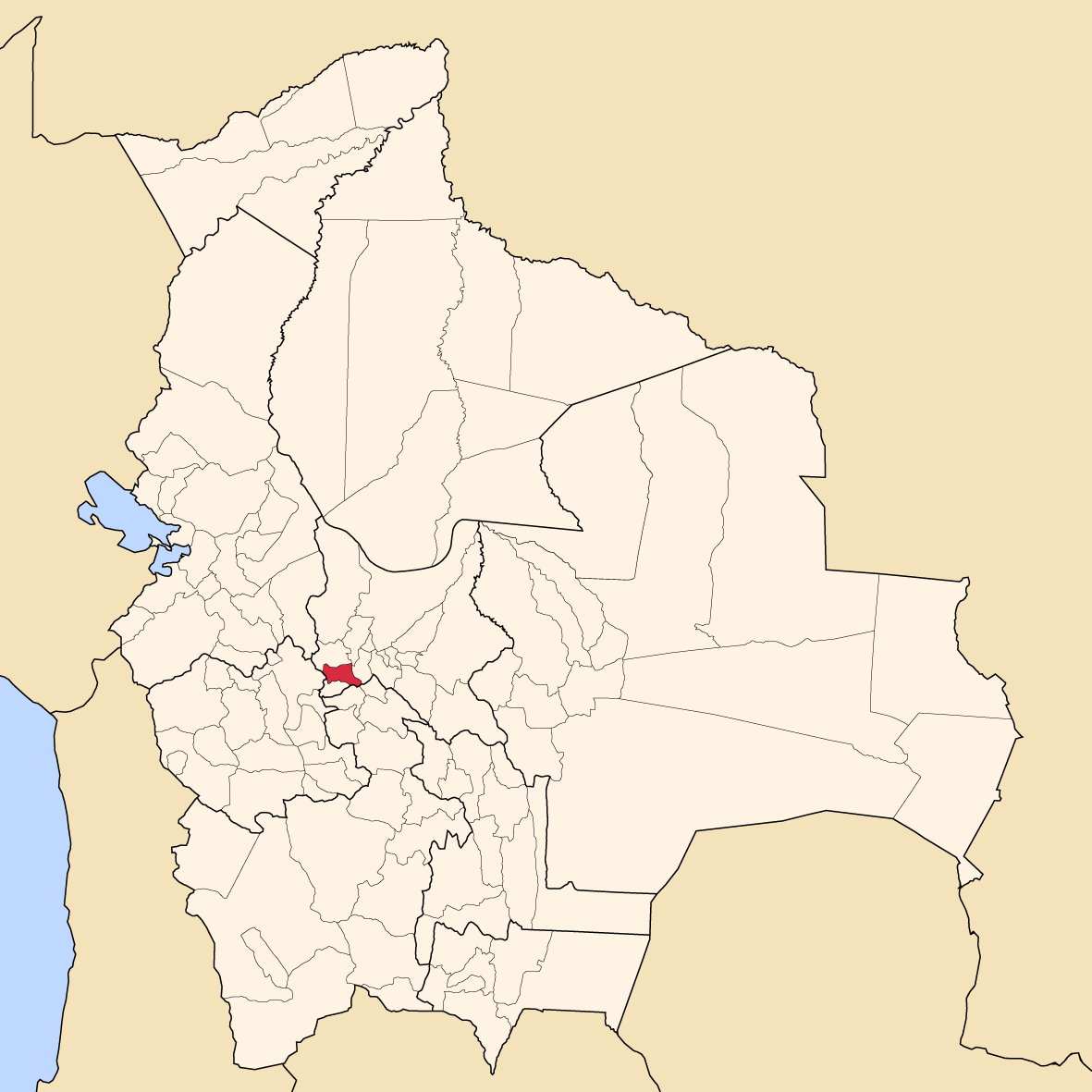
Arque no mapa da Bolívia